# Dwergzeebaarzen
Dwergzeebaarzen (Pseudochromidae) zijn een familie van straalvinnige vissen uit de orde van Baarsachtigen (Perciformes).

## Geslachten
- Anisochromis Smith, 1954
- Assiculoides
- Assiculus Richardson, 1846
- Blennodesmus
- Chlidichthys Smith, 1954
- Congrogadus
- Cypho
- Halidesmus Guenther, 1872
- Halimuraena Smith, 1952
- Halimuraenoides Mauge & Bardach, 1985
- Haliophis Rüppell, 1829
- Labracinus
- Lubbockichthys
- Manonichthys
- Natalichthys Winterbottom, 1980
- Ogilbyina
- Pectinochromis
- Pictichromis
- Pseudochromis Rüppell, 1835
- Pseudoplesiops
- Rusichthys Winterbottom, 1979